# Спека (фільм, 1982)
«Спека» (англ. Heatwave) — художній фільм 1982 року виробництва Австралії. Фільм знятий режисером Філліпом Нойсом.

## Сюжет
В Сіднеї на замовлення багача Пітера Хуземена повинен бути збудований новий великий житловий комплекс для таких же багатіїв, як і він сам. Мешканці ж околиць протестують проти цього будівництва. Очолює цей протест Кейт Дін. Для досягнення своєї цілі вона готова на все — на можливе викрадення з вбивством, а також на любовний зв'язок з молодим архітектором Стефенем Вестом, який очолює проект.

## У ролях
- Джуді Девіс — Кейт Дін
- Річард Моір — Стефен Вест
- Кріс Гейвуд — Пітер Гуземен
- Білл Гантер — Роберт Дункан
- Джон Грегг — Філіп Лаусон
- Анна Марія Монтічеллі — Вікторія Вест (як Анна Джемісон)
- Джон Мейллон — Фредді Дуйер
- Денніс Міллер — Мік Девіс
- Керол Скіннер — Мері Форд
- Джилліен Джонс — Барбі Лі Тайлор
- Френк Геллагер — Дік Молнар
- Пітер Гегір — тілоохоронець, який курив сигару